# Revolución de amor
Revolución de amor è il decimo album del gruppo messicano Maná. Tale album, pubblicato nel 2002, contiene la nota canzone Eres mi religion, nella quale i Manà duettano col celebre musicista italiano Zucchero Fornaciari.

## Tracce
1. Eres Mi Religión (duetto con Zucchero) 5.32
2. Justicia, Tierra Y Libertad 5.16
3. Ay Doctor 5.28
4. Fé                                     4.40
5. Sábanas Frias 5.20
6. Pobre Juán 5.12
7. Por Qué te Vas 4.43
8. Mariposa Traicionera 4.22
9. Sin Tu Cariño 4.58
10. Eres Mi Religión 5.28
11. No Voy A Ser Tu Esclavo 4.25
12. Angel De Amor 4.57
13. Nada Que Perder 5.12

Tempo totale:  65.38